# Konstantin Holobradý
Konstantin Holobradý (* 25. Februar 1954 in Nitra; † August 1978) war ein slowakischer Badmintonspieler. 

## Karriere
Konstantin Holobradý wurde 1974 erstmals nationaler Meister in der Tschechoslowakei. Ein weiterer Titelgewinn folgte 1977. Mit dem Nationalteam siegte er beim Plume d’Or 1973 und dem Helvetia-Cup 1973. 1976 war er bei den Austrian International erfolgreich. Bei den Czechoslovakian International 1976 schlug er den ehemaligen Europameister Wolfgang Bochow. Im August 1978 starb er auf dem Weg nach Paris an einem allergischen Schock. Ihm zu Ehren wird seit 1979 das Memoriál Holobradého in Prag ausgetragen.

## Sportliche Erfolge
| Saison    | Veranstaltung                                          | Disziplin    | Platz | Name                                    |
| --------- | ------------------------------------------------------ | ------------ | ----- | --------------------------------------- |
| 1974      | Tschechoslowakische Einzelmeisterschaften              | Mixed        | 1     | Konstantin Holobradý / Alena Poboraková |
| 1974/1975 | DDR: Internationales Werner-Seelenbinder-Gedenkturnier | Herrendoppel | 3     | Ladislav Šrámek / Konstantin Holobradý  |
| 1976      | Austrian International                                 | Mixed        | 1     | Konstantin Holobradý / Taťána Pravdová  |
| 1977      | Tschechoslowakische Einzelmeisterschaften              | Herrendoppel | 1     | Petr Lacina / Konstantin Holobradý      |